# 베스트리빙
베스트리빙은 가구 도소매 사업을 하는 대한민국의 중소기업이다.

## 기업 연혁
- 2003년 7월 - 개인기업 베스트리빙 설립
- 2007년 7월 - (주)베스트리빙으로 법인 전환
- 2007년 12월 - 신규법인 (주)퀸스갤러리 설립

## 웹사이트
- 베스트리빙 공식 홈페이지